# Spiessbåane
Die Spiessbåane (norwegisch für Spießfelsen) sind vom Meer überspülte Klippenfelsen im Südatlantik. Sie liegen 600 m nordöstlich des Kap Lollo vor der Bouvetinsel.
Der norwegische Kapitän Harald Horntvedt (1879–1946) kartierte und benannte sie im Dezember 1927 bei der Forschungsfahrt mit der Norvegia. Namensgeber ist Fritz Spieß (1881–1959), Kommandant des Forschungsschiffs Meteor bei der Deutschen Atlantischen Expedition (1925–1927), die 1926 die Bouvetinsel besucht hatte.